# Uma Tarde de Domingo na Ilha de Grande Jatte
Uma Tarde de Domingo na Ilha de Grande Jatte (em francês:  Un dimanche après-midi à l'Île de la Grande Jatte) (em inglês:  A Sunday Afternoon on the Island of La Grande Jatte) é uma pintura a óleo da autoria do pintor francês Georges-Pierre Seurat, integrante do Movimento Impressionista. É considerada sua obra mais destacada, feita em pontilhismo nos anos de 1884-86. Retrata a Ilha de Grande Jatte.

## Características
O quadro possui dimensões aproximadas de 2 por 3 metros (207.6 cm × 308 cm). Para sua execução Seurat empregou um novo pigmento amarelo de zinco, que é mais visível nas partes iluminadas do gramado, mas também usado nas misturas com pigmentos laranja e azul. No começo do século XX, e até antes do término da obra, o amarelo de zinco mostrava degeneração para o marrom, algo percebido ainda durante a vida de Seurat.
Pertence ao acervo do Art Institute of Chicago.

## Contexto da Obra
A pintura foi feita entre maio de 1884 e março de 1885 e entre outubro de 1885 e maio de 1886. Na primeira fase de produção, Seurat pintou o quadro usando técnicas impressionistas e, na segunda fase, aplicou o pontilhismo, então novidade na época. O quadro retrata a ilha de Grande Jatte, situada no rio Sena, próxima aos portões da cidade de Paris, na França. A imagem possui 48 pessoas, 8 barcos, 3 cachorros um macaco e um cavalo puxando uma carroça, ao fundo. A obra foi primeiramente exposta em 1886, no salão da Société des Artistes Indépendants (Sociedade dos Artistas Independentes), a qual Seurat foi um dos fundadores. A pintura se tornou célebre e inspirou entre muitos pintores impressionistas, como Claude Monet e Vincent Van Gogh.

## Na cultura popular

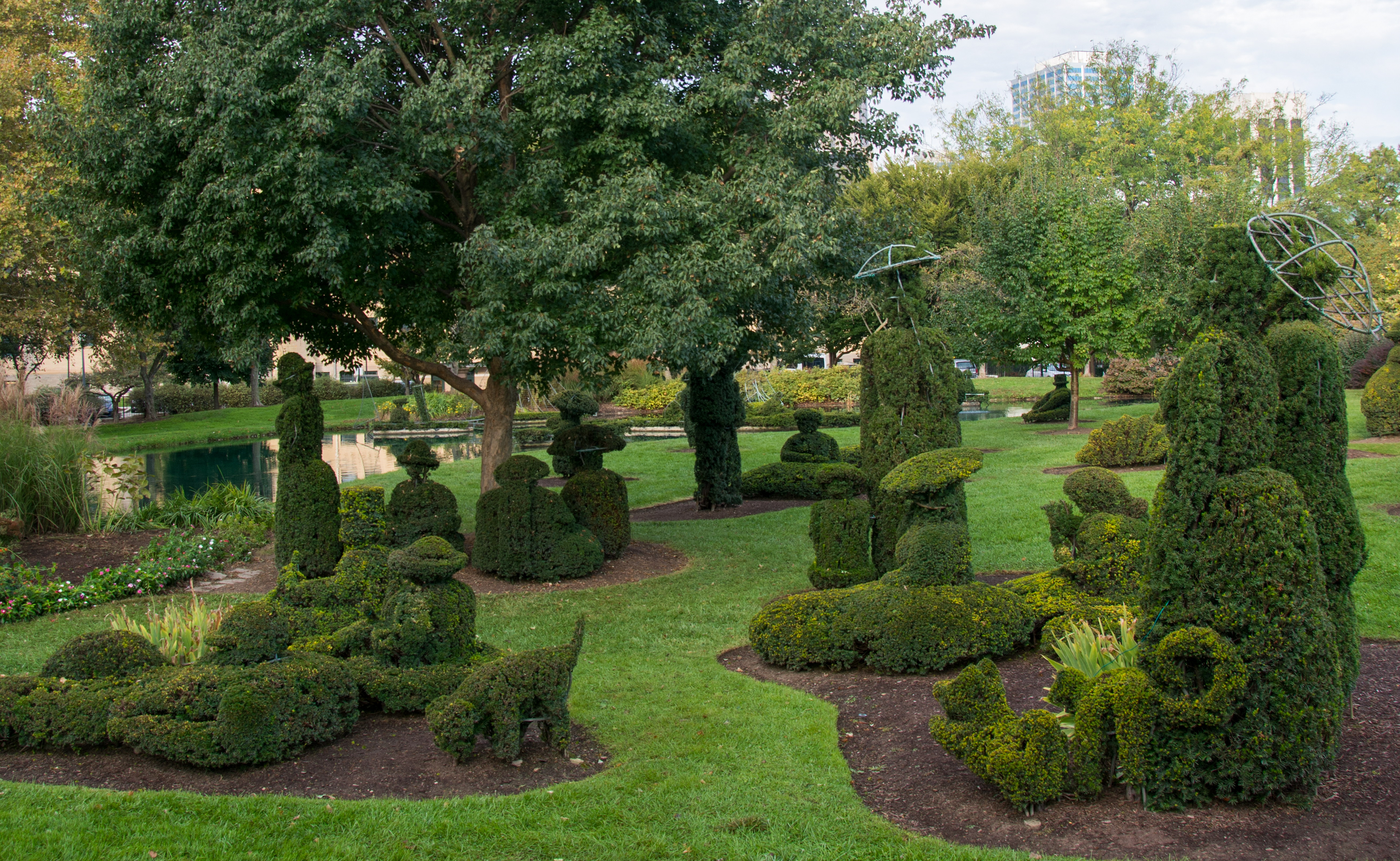
O Parque Topiary em Columbus, Ohio, reproduz grande parte da pintura

- A criação da obra e a vida de Georges-Pierre Seurat serviram de inspiração para um musical da Broadway de 1984 chamado Sunday in the Park with George, criado por Stephen Sondheim e James Lapine. A peça ganhou o prêmio Pulitzer de Teatro em 1985.
- A pintura é destaque em uma cena do filme Curtindo a Vida Adoidado. Ela também é parodiada, entre outros, em Os Simpsons, Looney Tunes: De volta à Ação, Family Guy e Muppet Babies.
- Em 2011, o elenco da versão americana de The Office recriou a pintura para um poster promovendo o final da sétima temporada da série.

## Trabalhos de Seurat relacionados

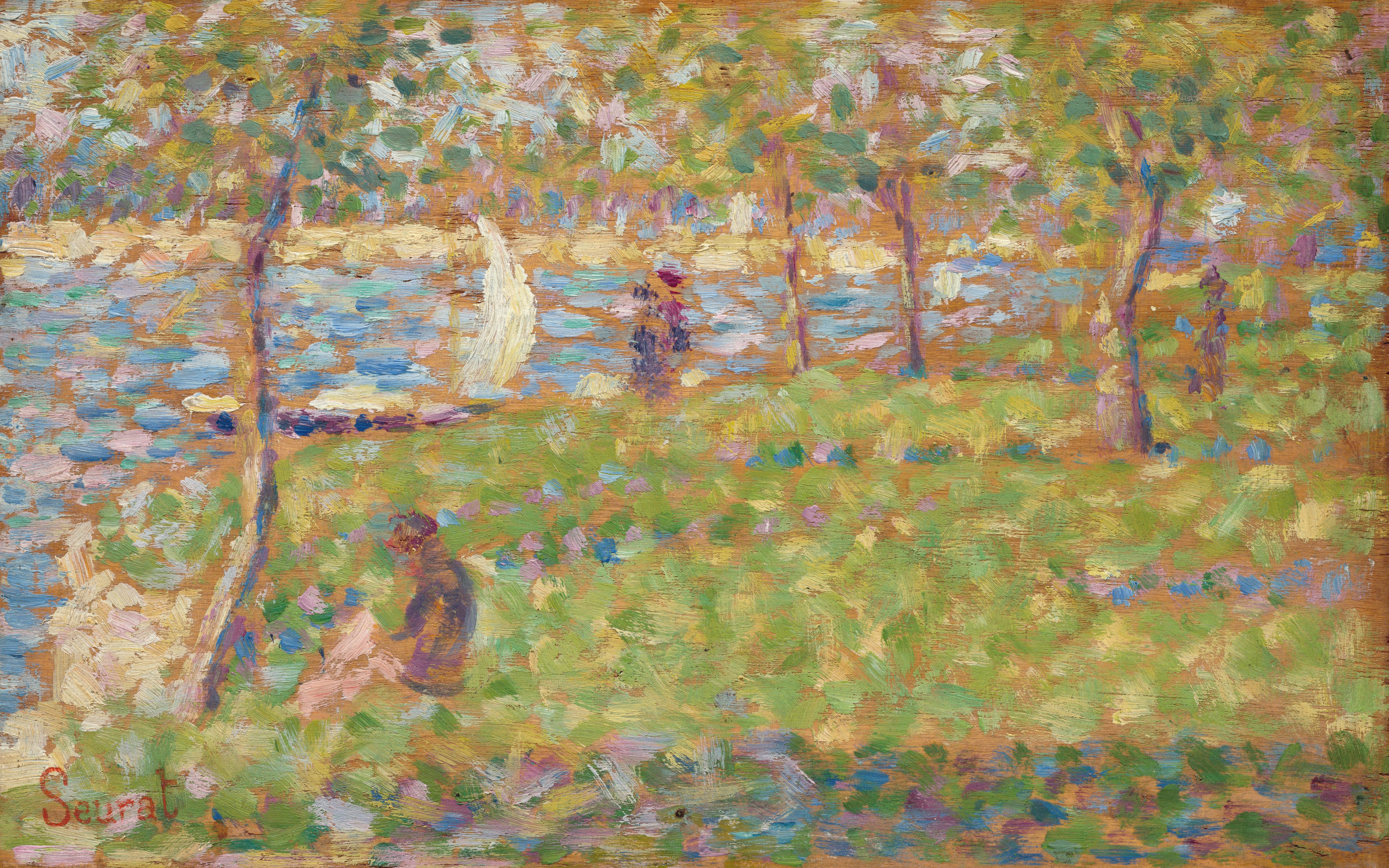
Study for La Grand Jatte, 1884 Zoom[ligação inativa]
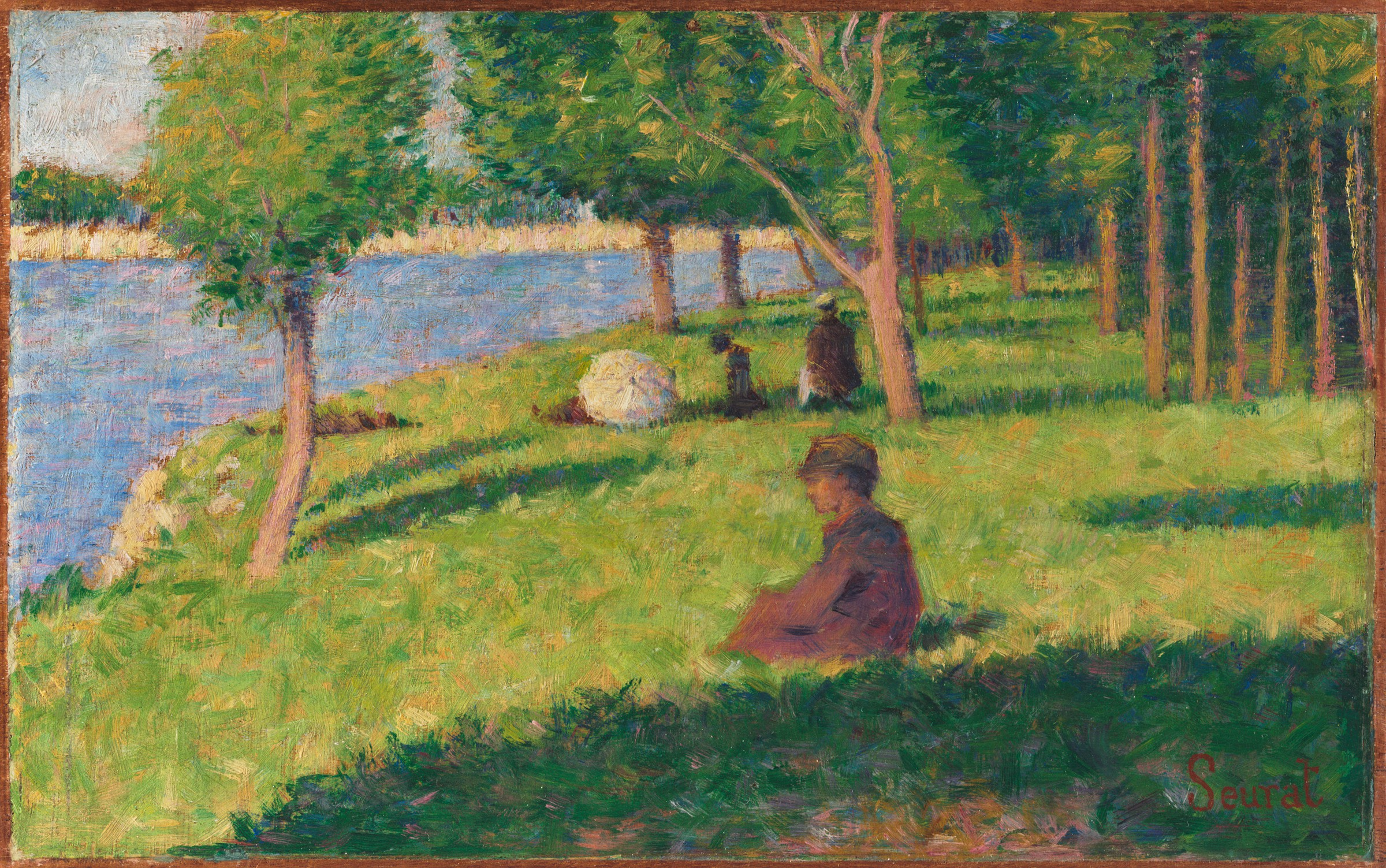
Figures assises, 1884
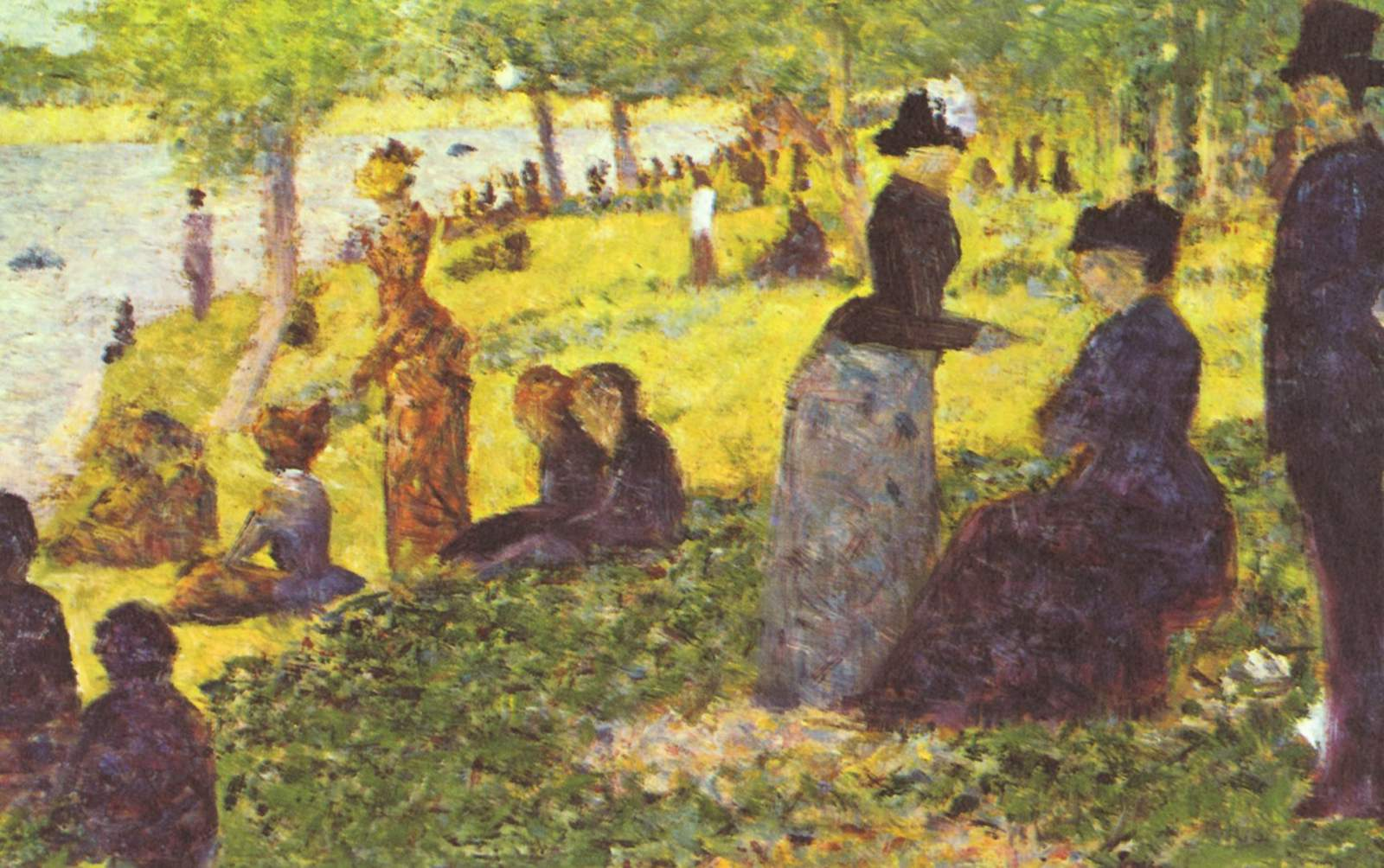
Die Insel La Grande Jatte mit Ausflüglern, 1884
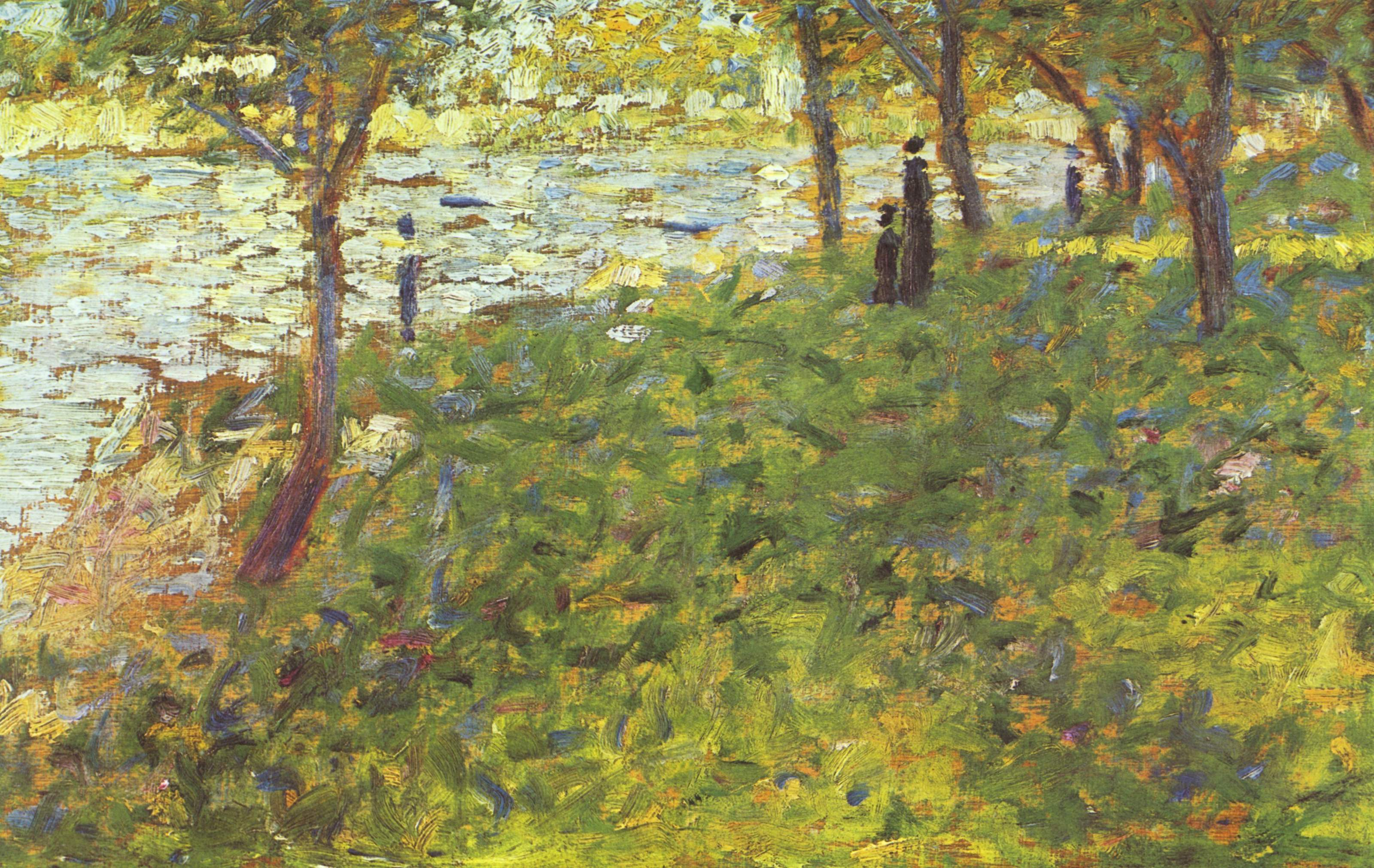
Paysage et personnages, 1884–1885
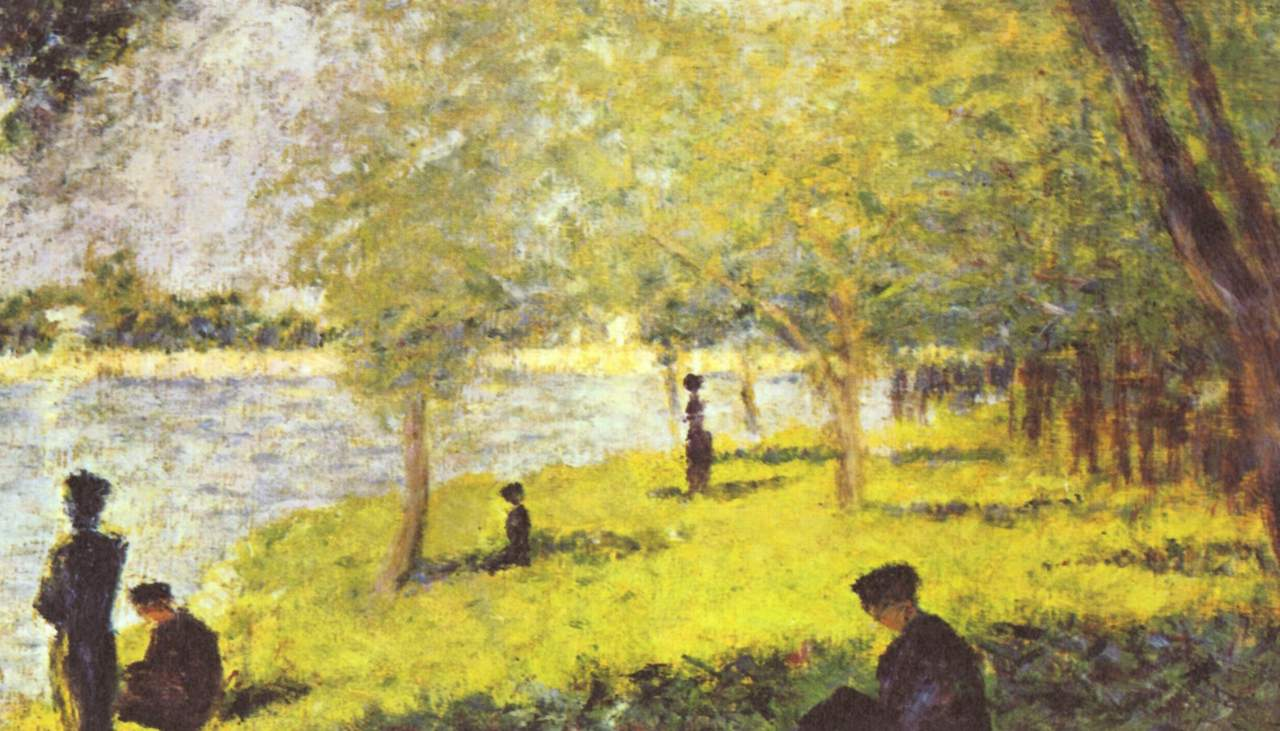
Groupe de personnages, 1884–1885
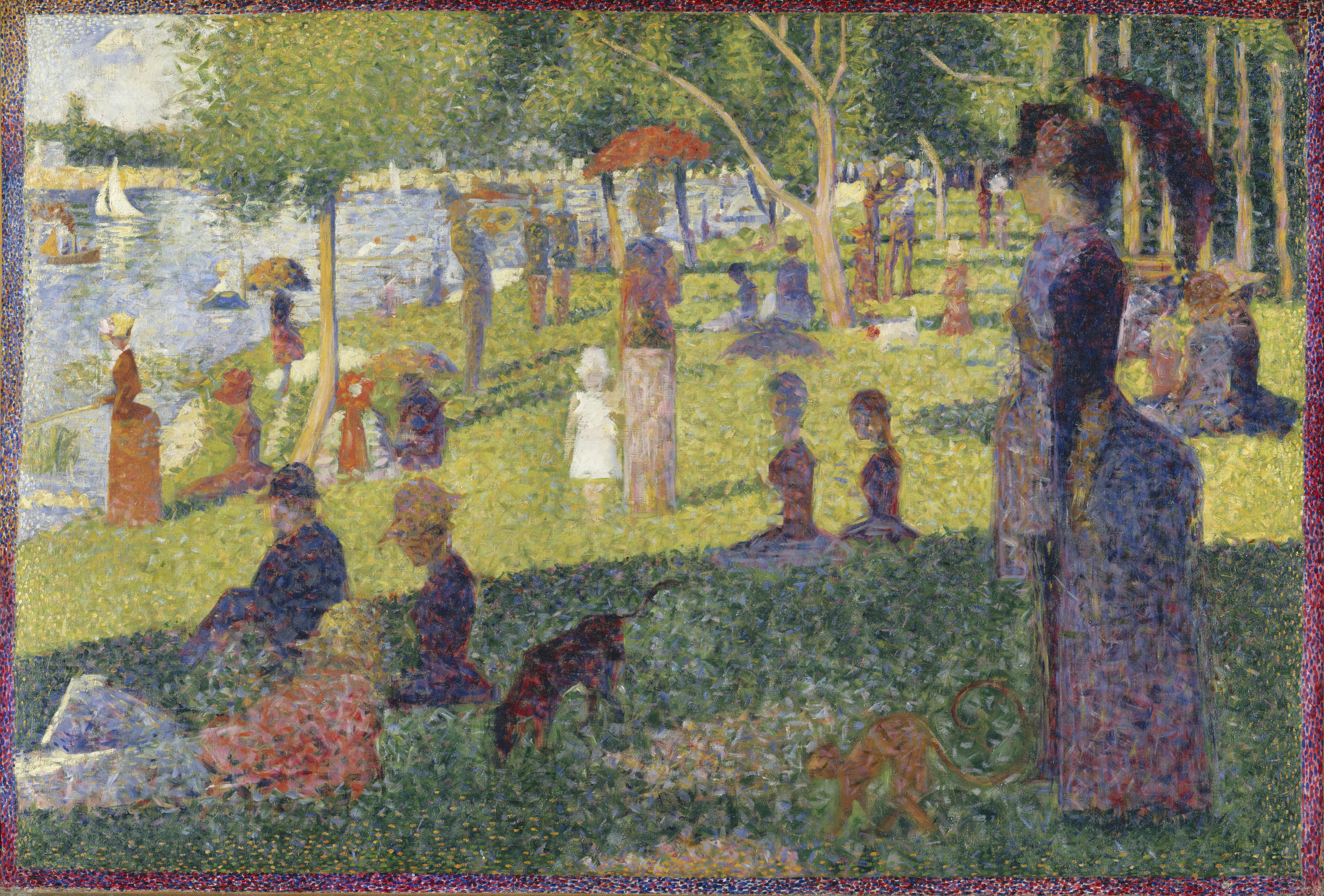
Esquisse d'ensemble, 1884–1885
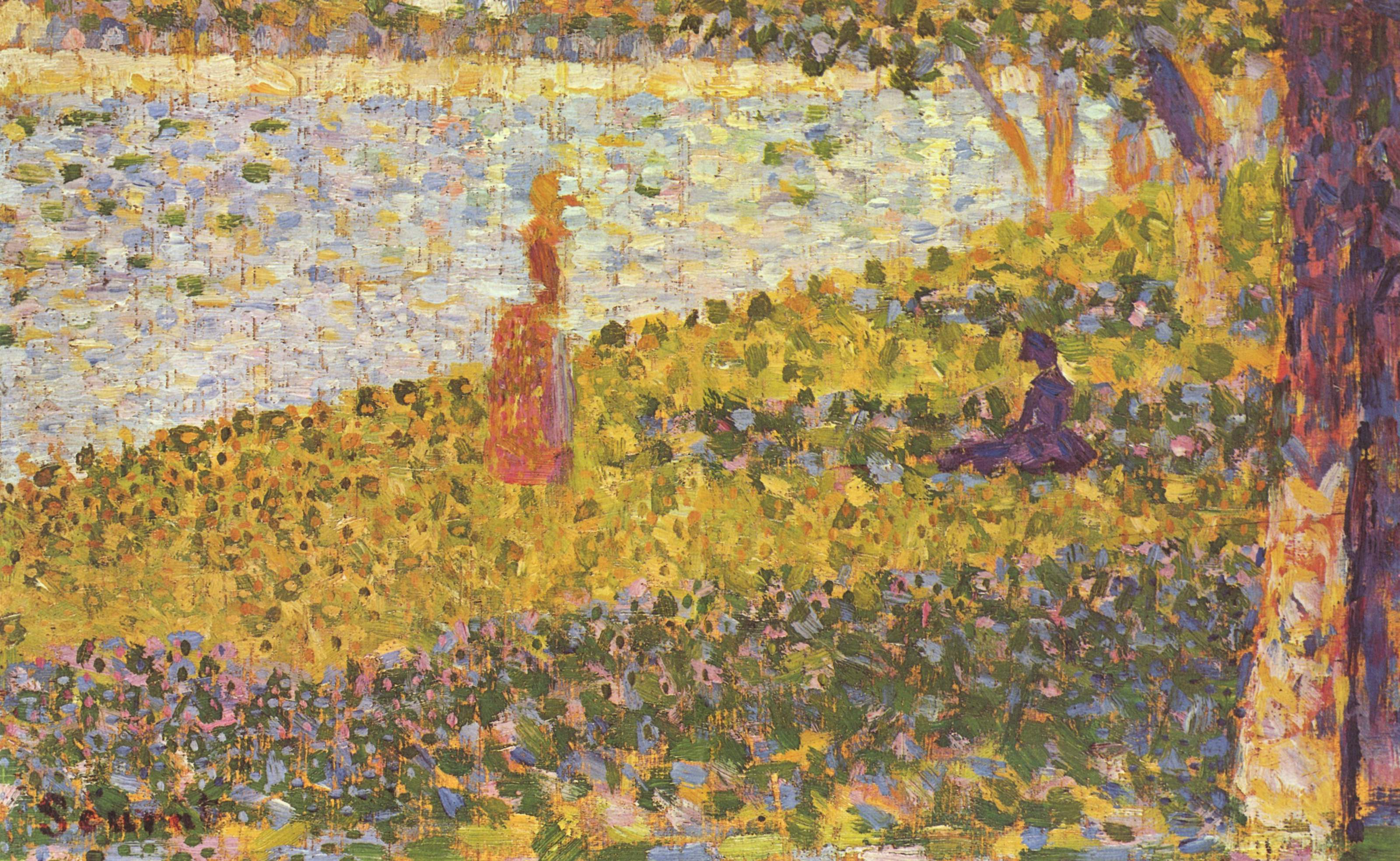
Femmes au bord de l'eau, 1885–1886
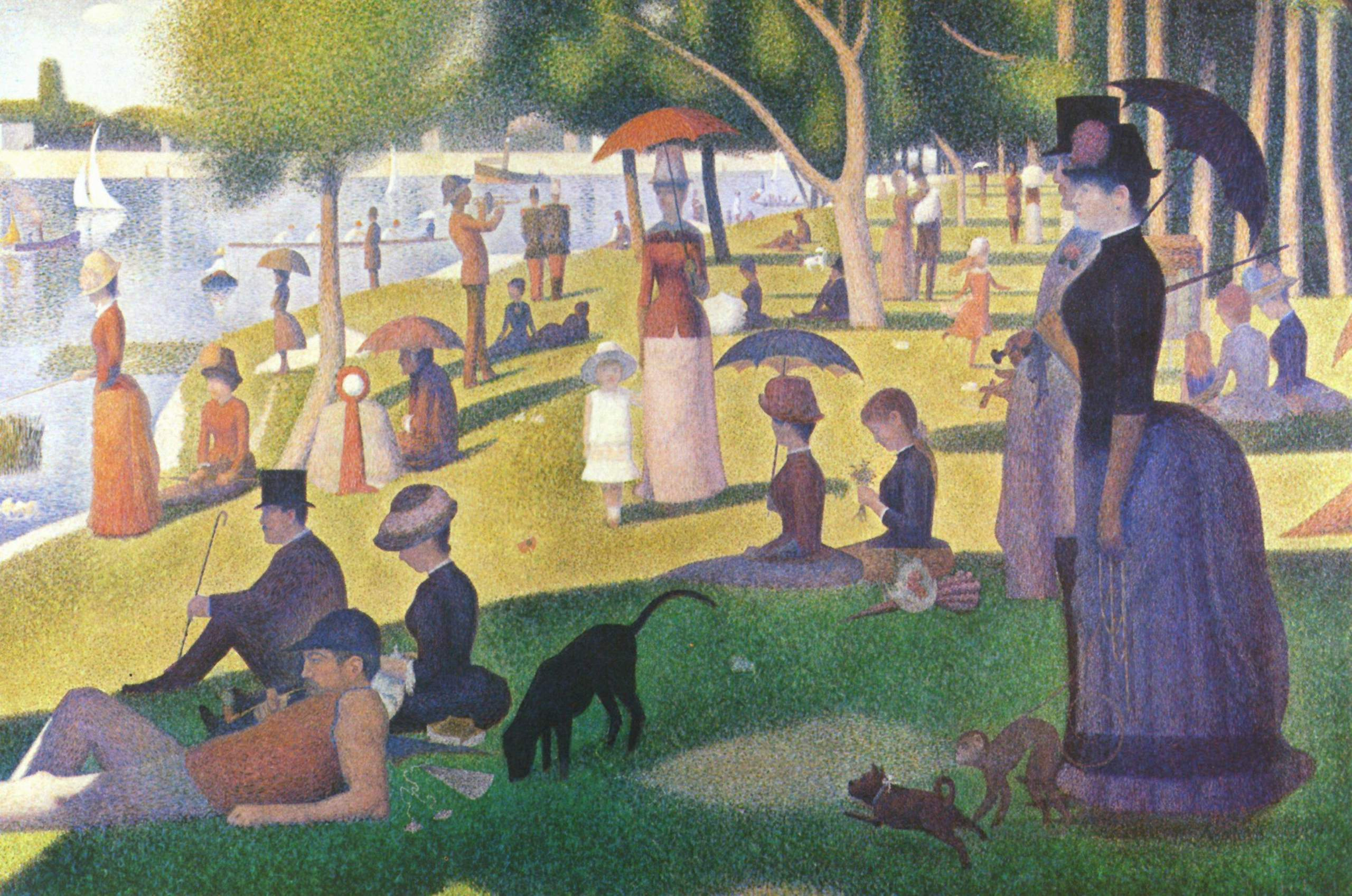
Un dimanche après-midi à l'Île de la Grande Jatte, 1884–1886